# UGC 111
UGC 111 es una galaxia espiral localizada en la constelación de Piscis.